# Normannische Eroberung Süditaliens

Das Königreich Sizilien (grün) um 1154.

Die normannische Eroberung von Süditalien fand über einen Zeitraum von mehreren Jahrzehnten im 11. Jahrhundert statt.
Normannische Söldner dienten im Mezzogiorno verschiedenen langobardischen und byzantinischen Parteien. Mit der Zeit begannen die Normannen, eigene Besitztümer und Vorformen von Kleinstaaten zu errichten. Diese schlossen sich zusammen, was die Normannen mit der Zeit zu einem de facto unabhängigen Machtfaktor in der Region machte. Dies geschah bereits rund fünfzig Jahre nach ihrer Ankunft um 1017.  Ihre ausgedehnten Eroberungen schlossen das Königreich Sizilien, den gesamten Süden der italienischen Halbinsel (mit Ausnahme von Benevento, das sie nur zweimal kurz besetzten) und Malta ein. Im Gegensatz zur normannischen Eroberung Englands, die nur einige Jahre in Anspruch nahm und mit einer Entscheidungsschlacht begann, war die Eroberung Süditaliens ein langer Prozess mit vielen kleinen Schlachten. Viele kleine normannische Parteien eroberten auf sich allein gestellt kleine Territorien, die sich mit der Zeit zu Staaten zusammenschlossen. Im Vergleich zur Eroberung Englands war der Ablauf ungeplant und unorganisiert, aber trotzdem andauernd.

## Vorgeschichte und Ausgangslage
In der ersten Hälfte des 11. Jahrhunderts bot die Apenninenhalbinsel ein Bild politischer Zersplitterung. Die einstige Einheit von Nord- und Süditalien – zuletzt unter byzantinischer Herrschaft – war durch die langobardische Invasion (568) endgültig verloren gegangen. Als Folge der Eroberung des Langobardenreiches durch Karl den Großen (774) wurde der Norden Italiens ein Teil des Fränkischen Reiches. Dieses fungierte nicht nur als Schutzmacht des Papsttums und mit ihm des beginnenden Kirchenstaats, sondern übte zunächst auch noch die Oberherrschaft über das in Süditalien gelegene langobardische Herzogtum Benevent und die später daraus entstehenden Fürstentümer Capua und Salerno aus – ein Herrschaftsanspruch, der über die Person Karls des Großen an das Heilige Römische Reich Deutscher Nation quasi „weitervererbt“ wurde. So gut wie unabhängige Staatsgebilde waren hingegen das Herzogtum Neapel, das Gebiet um die Stadt Gaeta und die „Seerepublik“ Amalfi.
Unter Kontrolle des Byzantinischen Reiches waren nach der langobardischen Einwanderung und Eroberung lediglich Apulien, Kalabrien und – zunächst noch – Sizilien geblieben. Diese Gebiete waren wegen ihres fruchtbaren Bodens als Besitztümer überaus attraktiv – Sizilien hatte bereits im Römischen Reich als „Kornkammer“ fungiert – und bildeten eine wichtige, wenn auch weit entfernte, Flanke des Reiches, sie standen aber dennoch nie im Zentrum des byzantinischen Interesses. Das war mit ein Grund, dass die Herrscher in Konstantinopel weder in der Lage waren, dort eine lückenlose politisch-militärische Kontrolle zu gewährleisten, noch die Bewohner wirksam vor den Einfällen der Araber zu beschützen, die in der ersten Hälfte des 9. Jahrhunderts mit der Eroberung Siziliens begonnen hatten und seither mit zunehmender Häufigkeit auch das italienische Festland heimsuchten.
Da weder die römisch-deutschen Kaiser noch die oströmischen Herrscher auf Dauer wirksamen Schutz vor arabischen Einfällen garantieren konnten, waren die lokalen Machthaber und Stadtverwaltungen mehr oder minder zur Selbsthilfe gezwungen. Immer öfter nahmen sie normannische Kämpfer in ihre Dienste, die sich entweder als Pilger oder aber als landlose Abenteurer und Glücksritter – als nachgeborene Söhne waren viele von ihnen daheim nicht erbberechtigt – in Süditalien aufhielten. Die Normannen kämpften aber nicht nur gegen die „Sarazenen“, wie man die Muslime im Mittelmeerraum damals nannte, sondern wurden auch in den internen Querelen der süditalienischen Staatenwelt als Kampftruppe eingesetzt. Umgekehrt ergriffen die Abenteurer aus dem Norden schon bald die Gelegenheit, welche sich aus der politisch instabilen Lage in Süditalien ergab, beim Schopf und begannen sich dort dauerhaft zu etablieren, indem sie die Rivalitäten der lokalen Machthaber ausnützten, um sich eigene Herrschaftsbereiche aufzubauen. Ihr erfolgreiches Beispiel sorgte wiederum für weitere Zuzügler aus der Heimat, unter denen sich auch die Söhne Tankreds von Hauteville befanden, welche die weitere Geschichte Süditaliens entscheidend prägen sollten.

## Ankunft der Normannen

Karte Italiens vor der Ankunft der Normannen.

Erstmals in der Gegend erwähnt wurden normannische Ritter im Jahre 999. Es waren normannische Pilger, die von ihrer Pilgerfahrt aus Jerusalem zurückkehrten und einen Zwischenhalt in Salerno einlegten. Die Stadt und deren Umgebung wurde zu dieser Zeit von Überfällen der Sarazenen aus Nordafrika heimgesucht, die den jährlichen Tribut forderten. Die Normannen wurden von Fürst Waimar III. von Salerno freundlich empfangen, da sich dieser von ihnen Hilfe gegen die Sarazenen versprach. Während Waimar versuchte, den geforderten Tribut einzutreiben, waren die Normannen der Überlieferung zufolge über den Mangel an Mut der Langobarden erschrocken. Sie nahmen die Sache in die Hand, griffen die Sarazenen an und vertrieben diese aus der Gegend. Waimar bat die Normannen zu bleiben, was diese jedoch ablehnten. Sie versprachen dem Fürsten jedoch, in der Normandie für ihn Söldner anzuwerben. Einige Quellen sprechen auch davon, dass Waimar Werber in die Normandie sandte.
Die nächste Erwähnung der Normannen betrifft das Jahr 1016. Normannische Pilger reisten zum Schrein des Erzengels Michael auf dem Gargano, trafen dort auf den langobardischen Adligen Melus von Bari und wurden von ihm überzeugt, einen Angriff auf die Byzantiner in Apulien zu führen, wenn man dem Bericht des Wilhelm von Apulien trauen darf. Die erste nachgewiesene normannische militärische Aktion in Süditalien war der Kampf mit Melus gegen die Griechen im Mai 1017.

## Langobardische Revolte 1017 bis 1022
Am 9. Mai 1009 kam es in Bari zu einem Aufstand gegen den Gouverneur des byzantinischen Katepanats von Italien. Angeführt von Melus breitete sich der Aufstand schnell auf andere Städte aus. Um 1010 wurde der Katepan Johannes Kurkuas während einer Schlacht getötet. Im März 1010 traf sein Nachfolger Basilius Mesardonites mit Verstärkung ein und begann sofort die Aufständischen in der Stadt zu belagern. Die griechischen Bewohner der Stadt verhandelten mit Basilius und zwangen so die langobardischen Anführer Melus und seinen Schwager Dattus in die Flucht.
Basilius zog am 11. Juni 1011 in die Stadt ein und stellte die byzantinische Herrschaft wieder her. Es kam dabei nicht zu Repressalien gegen die Bevölkerung. Die Familie des Melus wurde jedoch nach Konstantinopel gebracht. Basilius starb 1016. Nach seinem Tod kam es unter der Führung des Melus erneut zu einer Rebellion. Dieses Mal wurden sie von einer Gruppe Normannen unterstützt, die entweder von Papst Benedikt VIII. geschickt worden war, oder die er durch die Vermittlung Waimars III. von Salerno auf dem Monte Gargano traf. Leo Tornikios Kontoleon wurde als Basils Nachfolger bestimmt und traf im Mai 1016 in Süditalien ein.
Leo sandte seinen General Leo Passianos mit einer Armee gegen das langobardisch-normannische Heer. Passianos und Melus Truppen trafen sich am Fluss Fortore in Arenula. Die Schlacht endete nach dem Geschichtsschreiber Wilhelm von Apulien unentschieden oder nach Leo von Ostia mit dem Sieg des Melus. Tornikios übernahm nach der ersten Schlacht selbst das Kommando und führte seine Truppen in eine zweite Schlacht in der Nähe von Civita. Diese zweite Schlacht gewann Melus. Die dritte Schlacht fand in Vaccarizia statt und war der entscheidende Sieg für Melus. Die gesamte Region von Fortore bis Trani fiel in seine Hände. Im September wurde Tornikios seiner Funktionen enthoben und durch Basilius Boioannes ersetzt. Dieser erreichte die Region im Dezember.
Auf Anfrage des Boioannes wurde eine Eliteeinheit der Warägergarde nach Italien gesandt, um die Normannen zu bekämpfen. Die beiden Heere trafen an den Ufern des Flusses Ofanto in der Nähe von Cannae aufeinander, dem Ort von Hannibals Sieg über die Römer. Die Schlacht von Cannae endet mit einem entscheidenden Sieg der Byzantiner. Boioannes begann sofort, eine Festung auf einem Pass der Apenninen zu bauen, um den Eingang in die apulische Ebene zu sichern. 1019 wurde die Festung Troia fertiggestellt und mit einem Kontingent normannischer Söldner besetzt. Dies ist ein eindeutiges Zeichen für die Söldnertätigkeiten der Normannen in der Gegend.
Papst Benedikt traf sich Ostern 1020 in Bamberg mit Heinrich II. Bei dieser Gelegenheit wurde Melus als Herzog von Apulien investiert, starb aber wenige Tage später in Bamberg. Der Kaiser war erst einige Zeit danach in der Lage, in Süditalien einzugreifen. Im Jahr 1022 marschierte eine große Armee des Kaisers auf Troia. Die Festung konnte sich halten, Sommerhitze und eine Erkrankung Heinrichs zwangen zum Rückzug der Deutschen, der über Montecassino führte. 

## Söldnerdienste 1022 bis 1046
1024 waren normannische Söldner (möglicherweise unter Führung von Rainulf Drengot) in den Diensten von Waimar III., als Pandulf IV. Capua belagerte. Nach 18-monatiger Belagerung kapitulierte Capua 1026, und Pandulf wurde wieder eingesetzt. In den nächsten Jahren schloss sich Rainulf Pandulf an. 1029 schloss er sich jedoch Sergius IV. von Neapel an. Dieser wurde zuvor von Pandulf 1027, sehr wahrscheinlich mit Rainulfs Hilfe, aus Neapel vertrieben.
1029 eroberten Rainulf und Sergius Neapel zurück. Im Frühjahr 1030 gab Sergius Rainulf die Grafschaft Aversa als Lehen. Somit wurde die Grafschaft Aversa der erste normannische Besitz in der Region. Sergius verheiratete auch seine Schwester mit dem neuen Grafen. 1034 starb die Schwester von Sergius, und Rainulf kehrte zu Pandulf zurück.
Immer mehr Normannen und Einheimische schlossen sich Rainulf an, und seine Gefolgschaft wuchs ständig. Die gemeinsame Sprache und Kultur schweißte die Normannen zusammen.
1037 wurde die Stellung der Normannen noch weiter gestärkt, als Konrad II. (HRR) Pandulf in seiner Funktion bestätigte, aber auch Rainulf als „Graf von Aversa“. Somit war der Titel Rainulfs direkt vom Kaiser vergeben. 1038 eroberte Rainulf Capua und machte sein Gebiet zu einem der größten in Süditalien.
Zwischen 1038 und 1040 wurde eine weitere Gruppe von Normannen, zusammen mit einer Gruppe Langobarden von Waimar IV. von Salerno nach Sizilien gesandt, um für die Byzantiner gegen die Sarazenen zu kämpfen. Die Mitglieder der Familie Hauteville wurden erstmals in den Kämpfen in Sizilien, unter Georgios Maniakes, erwähnt. Wilhelm Eisenarm bekam seinen Spitznamen „Eisenarm“ bei der Belagerung von Syrakus.
Nach der Ermordung des Katepans Nikephoros Doukeianos in Ascoli durch die Normannen 1040 planten diese, Führer aus ihren eigenen Reihen zu wählen. Sie wurden jedoch von Atenulf, Fürst von Benevent bestochen, ihn selbst zum Anführer zu wählen. Am 16. März 1041 versuchten die Normannen, mit dem neuen Katepan Michael Doukeianos in der Nähe von Venosa zu verhandeln. Die Verhandlungen schlugen jedoch fehl, und es kam in Montemaggiore, in der Nähe von Cannae, zum Kampf. Doukeianos hatte Waräger aus Bari als Verstärkung geholt, und es kam zu einem erbitterten Gefecht, in dessen Verlauf sich Doukeianos zurückziehen musste und viele seiner Soldaten im Fluss Ofanto ertranken.
Am 3. September 1041 gewannen die Normannen unter der Führung der Langobarden Arduin und Atenulf ein Gefecht gegen den neuen Katepan Exaugustus Boioannes und nahmen diesen gefangen. Etwa zur selben Zeit holte Waimar IV. von Salerno viele Normannen in seinen Dienst. Im Februar 1042 vereinbarte Atenulf mit den Byzantinern das Lösegeld für Exaugustus und setzte sich daraufhin, möglicherweise auf Grund von Bestechung seitens der Byzantiner, in byzantinisches Gebiet ab. Er wurde durch Argyros ersetzt, der jedoch ebenfalls bestochen wurde und sich auch in byzantinisches Gebiet flüchtete.
Im September 1042 wählten die Normannen einen Führer aus ihren eigenen Reihen. Die ursprünglich langobardische Revolte war nun eine normannische.
Wilhelm Eisenarm wurde als neuer Anführer gewählt und mit dem Titel „Graf“ ausgestattet. Er und ein weiterer normannischer Anführer forderten die Anerkennung ihrer Eroberungen. Sie erhielten die Ländereien rund um Melfi als Lehen und erklärten Waimar zum „Fürsten von Apulien und Kalabrien“. 1043 teilte Waimar in Melfi die Region in zwölf Baronate (mit Ausnahme von Melfi selbst, das gemäß einem republikanischen Modell regiert wurde) auf. Die Gebiete wurden unter den normannischen Führern aufgeteilt. Wilhelm Eisenarm erhielt Ascoli, Asclettin erhielt Acerenza, Tristan von Montepeloso erhielt Montepeloso, Hugo Tubœuf erhielt Monopoli, Peter von Trani erhielt Trani, Drogo von Hauteville erhielt Venosa und Rainulf Drengot erhielt Monte Gargano. Wilhelm heiratete Wida, die Tochter von Guido und Nichte von Waimar. Dies verstärkte die Bindung zwischen den Normannen und Waimar.
1044 begannen Wilhelm und Waimar mit der Eroberung von Kalabrien und bauten die große Festung von Stridula, sehr wahrscheinlich in der Nähe von Squillace. In Apulien war Wilhelm jedoch weniger erfolgreich, wo er 1045, nahe der Stadt Tarent, von Argyros besiegt wurde. Sein Bruder Drogo eroberte jedoch Bovino. Mit dem Tod Wilhelms endete das normannische Söldnerwesen, dafür entstanden zwei große normannische Grafschaften, die nominell dem Heiligen Römischen Reich angehörten: die Grafschaft Aversa, später das Fürstentum Capua und die Grafschaft Apulien, später das Herzogtum Apulien.

## Grafschaft Melfi 1046 bis 1059

Schlachtplan der Schlacht von Civitate (Normannen in rot, päpstliche Koalition in blau)

1046 überfiel Drogo Apulien und besiegte in der Nähe von Taranto den Katepan Eustathios Palatinos. Zur selben Zeit zwang sein Bruder Humfred von Hauteville die Stadt Bari, ein Bündnis mit den Normannen einzugehen.
1047 gab Waimar  seine Tochter Gaitelgrima Drogo zur Frau. Kaiser Heinrich III. kam persönlich in den Süden, um die Treue der Grafschaft Aversa ihm gegenüber zu erneuern und machte Drogo zu seinem direkten Vasallen. Er verlieh ihm den Titel dux et magister Italiae comesque Normannorum totius Apuliae et Calabriae. Dies war der erste offizielle Titel der Normannen von Melfi. Heinrich autorisierte Drogo, Benevent zu erobern. Den Normannen gelang dies jedoch erst 1053.
1048 führte Drogo eine Expedition nach Kalabrien. Er übergab seinem Bruder Robert Guiskard die Festung bei Scribla.
1051 wurde Drogo durch eine byzantinische Verschwörung ermordet. Nach einem kurzen Interregnum wurde sein Bruder Humfred sein Nachfolger.
Die Unberechenbarkeit der Normannen unter Drogo hatte den Papst Leo IX. erzürnt, und Humfred sah sich einer Bedrohung seiner Position ausgesetzt.
Am 18. Juni 1053 trafen die Truppen Humfreds und seiner Normannen und die des Papstes und des Reiches in der Schlacht von Civitate aufeinander. Die Normannen vernichteten die päpstliche Armee. Humfred eroberte Ende 1055 Oria, Nardò und Lecce und starb 1057. Sein Nachfolger wurde Robert Guiskard, der bald zum Vasallen des Papstes wurde und als Gegenleistung den Titel eines Herzogs erhielt.

## Grafschaft Aversa 1049 bis 1078
Zwischen 1050 und 1070 bestanden zwei normannische Machtzentren in Süditalien: eines in Melfi unter den Hautevilles und ein anderes in Aversa unter den Drengots. 1049 kam Richard Drengot in Aversa an die Macht und begann sofort mit der Ausdehnung seiner Besitztümer auf Kosten der Hautevilles. Er griff auch seine langobardischen Nachbarn, wie z. B. Pandulf VI. von Capua, Atenulf I. von Gaeta und Gisulf II. von Salerno an. Er war so erfolgreich, dass von dem einstmals großen Fürstentum bald nur noch die Stadt Salerno selbst blieb. Er plante, seinen Einfluss auch friedlich auszudehnen und wollte seine Tochter mit dem ältesten Sohn von Atenulf von Gaeta verheiraten. Der Knabe starb jedoch vor der Hochzeit. Daraufhin verlangte er von den Langobarden trotzdem die Morgengabe. Der Herzog verweigerte dies jedoch, und Richard belagerte ihn daraufhin und nahm 1058 Aquino ein.
Als der Fürst von Capua 1057 starb, belagerte Richard unverzüglich Capua. Richard schwor dem Papst Treue, und die Drengots machten Capua zu ihrem Hauptquartier und regierten Aversa und Gaeta von da aus.
Richard vergrößerte seine neuen Besitztümer Richtung Norden, nämlich in Latium, auf Kosten des Papstes, weiter. 1066 marschierte Richard sogar Richtung Rom, wurde aber schnell wieder zurückgedrängt. Sein Nachfolger Jordan schloss Frieden mit dem Papst.

## Eroberung der Abruzzen 1053 bis 1105
1077 starb der langobardische Fürst von Benevent. 
Die Normannen begannen, die adriatische Küste des Herzogtums Benevent zu erobern. Gottfried von Hauteville, ein Bruder der Grafen von Melfi, eroberte die langobardische Grafschaft von Larino und die Burg von Morrone. Robert I. von Loritello vereinigte die 1061 eroberten Gebiete zur Grafschaft Loritello. Danach eroberte er weitere Gebiete der langobardischen Abruzzen. Er eroberte die Grafschaft Teate (heute Chieti) und belagerte Ortona. Bald reichte die Grafschaft Loritello im Norden bis nach Pescara und grenzte an den Kirchenstaat. 1078 verbündete sich Robert mit Jordan von Capua und verwüstete die päpstlichen Besitzungen in den Abruzzen. 1080 wurde mit Papst Gregor VII. ein Abkommen geschlossen, das die Normannen verpflichtete, die päpstlichen Besitzungen nicht mehr zu behelligen. Robert erweiterte um 1100 seine Besitzungen durch Fortore, Bovino und Dragonara.

## Eroberung Siziliens 1061 bis 1091

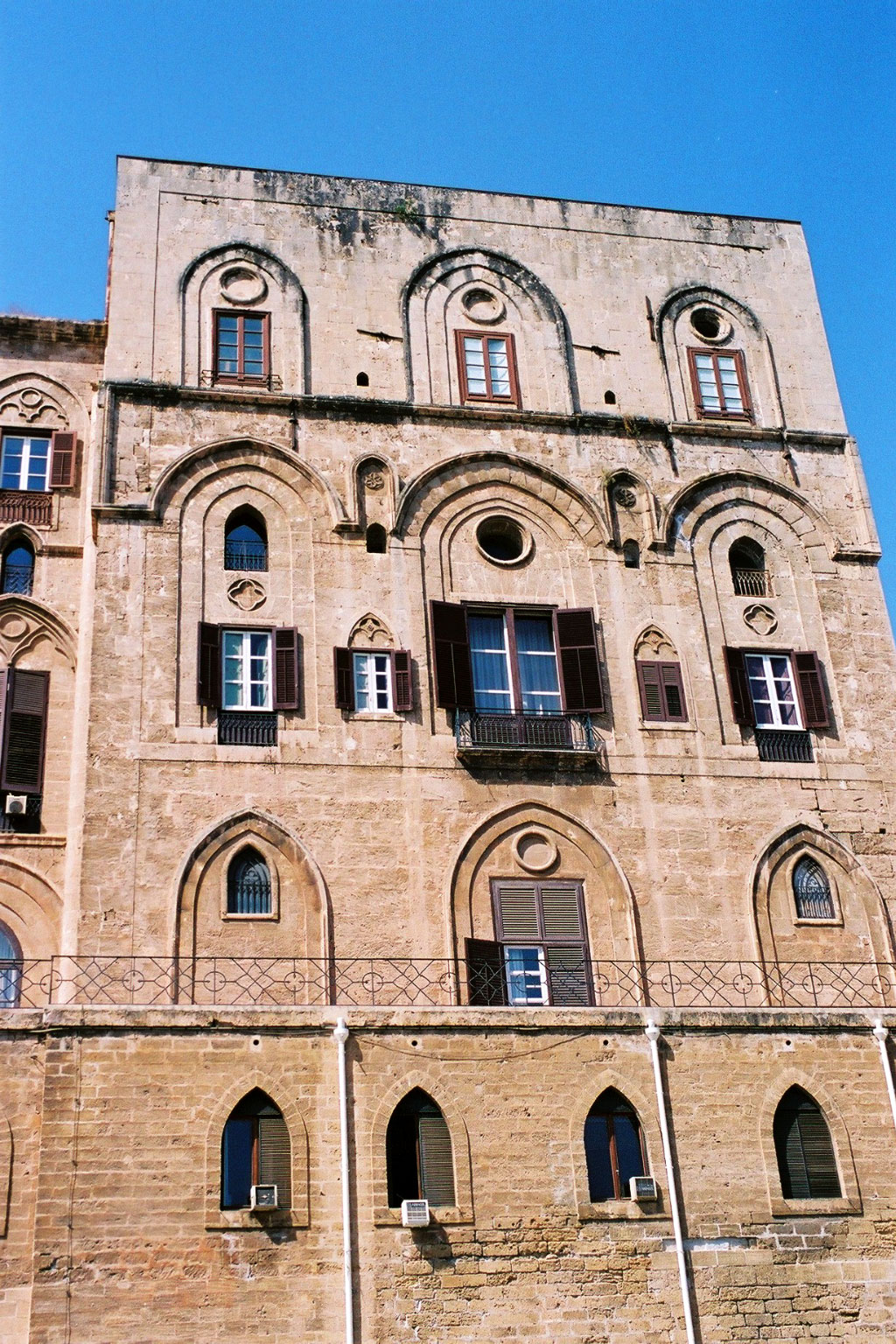
Normannenpalast, Residenz der normannischen Könige von Sizilien

Ausdehnung normannischer Eroberungen in Sizilien zur Zeit Robert Guiscards

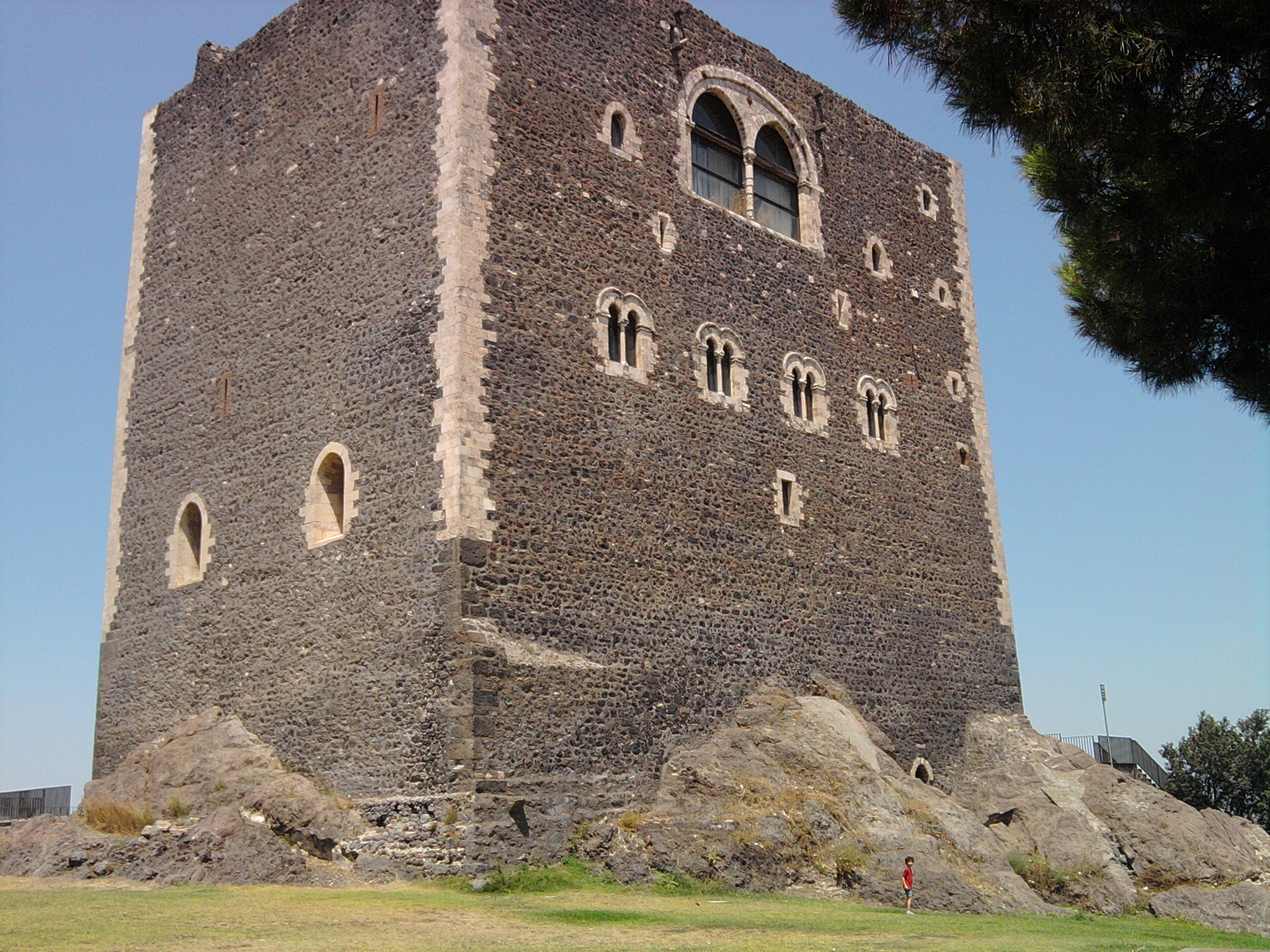
Normannenkastell in Paternò, Sizilien (1072)

Sizilien, das zum größten Teil von einer griechischsprachigen Bevölkerung bewohnt wurde, war unter arabischer Kontrolle. Zuerst wurde es von den Aghlabiden und später von den Fatimiden beherrscht. Zwischen 948 und 1053 waren die Kalbiten die Herrscher der Insel. In den 1010er und 1020er Jahren kam es zu mehreren Erbfolgekrisen, und die Ziriden aus Ifrīqiya wurden zur bestimmenden Macht. Es kam zu ständigen kleineren Auseinandersetzungen, und die Insel zerfiel in verschiedene sich bekämpfende Lehen. Genau zu dieser Zeit erschienen nun die Normannen Robert Guiscard und sein jüngerer Bruder Roger mit der Absicht, die Insel zu erobern. Der Papst hatte Robert dazu angehalten, Sizilien von den Sarazenen zu befreien und verlieh ihm den Titel eines Herzogs von Sizilien.
Im Mai 1061 setzten sie von Reggio Calabria nach Sizilien über und wollten Messina belagern. Roger landete unbemerkt während der Nacht und überraschte die sarazenische Armee am Morgen darauf. Als Robert in Messina ankam, traf er auf keinen Widerstand und nahm die Stadt kampflos ein. Robert begann unverzüglich damit, die Stadt zu befestigen und verbündete sich mit Emir Ibn at-Timna gegen Emir Ibn al-Hawas.
Robert, Roger und at-Timna marschierten über Rometta ins Landesinnere. Sie durchquerten Frazzanò und die Pianura di Maniace (Ebene von Maniace). Robert griff die Stadt Centuripe an; konnte sie jedoch nicht einnehmen. Dafür fiel die Stadt Paternò, und die Normannen rückten nun auf die Festung Castrogiovanni (heute Enna) vor und eroberten diese mit Ausnahme der Zitadelle. Robert baute eine Festung in San Marco d’Alunzio. Dies war die erste normannische Festung in Sizilien.
Robert eroberte 1072 Palermo und setzte Roger als Graf von Sizilien ein. 1085 unternahm er eine erneute Offensive gegen die beiden letzten Widerstand leistenden Städte Syrakus und Noto. Im März 1086 ergab sich Syrakus und im Februar 1091 Noto. Mit dem Fall der beiden Städte war die Eroberung Siziliens abgeschlossen.
1091 landete Roger auf Malta und erschien vor den Stadtmauern von Mdina. Er verlangte Steuern, beließ aber den arabischen Gouverneur auf seinem Posten. 1127 enthob Roger II. den moslemischen Gouverneur seines Postens. 1130 rief er das Königreich Sizilien aus.

## Eroberung von Amalfi und Salerno 1073 bis 1077
Im Sommer 1076 fiel Gisulf II. von Salerno mit Piraten und Banditen in das Gebiet der Normannen ein. Richard von Capua und Robert Guiscard verbündeten sich und belagerten daraufhin Salerno. Am 13. Dezember 1076 fiel die Stadt, und der Fürst zog sich mit seiner Familie in die Zitadelle zurück, die erst im Mai 1077 erobert werden konnte. Gisulfs Besitzungen wurden konfisziert. Roberts Sohn Bohemund und sein Bruder Roger griffen Amalfi im Jahr 1097 an, scheiterten jedoch. Während der Belagerung verließen viele Normannen das Heer, um sich dem Ersten Kreuzzug anzuschließen. Der Herrscher von Amalfi, Marinus, wurde erst 1101 besiegt, als ein Teil der Adligen von Amalfi ihn verriet und auf die Seite der Normannen wechselte.

## Griechischer Krieg 1059 bis 1085
Während weite Teile Apuliens bis Bari von den Normannen bereits erobert waren, verblieb der überwiegende Teil Kalabriens im Besitz von Byzanz. 1059 belagerte Robert Cariati und nahm die Stadt ein. Im selben Jahr ergaben sich auch Rossano und Gerace. Die einzige bedeutende Stadt, die weiterhin in byzantinischer Hand verblieb, war Reggio. Robert kehrte nach Apulien zurück und vertrieb die Byzantiner aus Taranto und Brindisi. 1060 kehrte er nach Kalabrien zurück und begann, gut vorbereitet, die Belagerung von Reggio. Nach dem Fall der Stadt floh die byzantinische Besatzung nach Sizilien. Im selben Jahr sandte Konstantin X., unter dem Katepan Marules, eine große Streitmacht nach Apulien. Die Städte Taranto, Brindisi, Oria und Otranto wurden zurückerobert. Im Januar 1061 wurde die normannische Hauptstadt Melfi belagert. Den beiden Brüdern gelang es jedoch, die Byzantiner wieder aus dem Land zu treiben.
1066 setzte die byzantinische Flotte unter dem Kommando des Mabrikas eine Truppe von Warägern in Bari ab. Mabrikas eroberte Brindisi und Tarent und fügte den Normannen mehrere Niederlagen zu, doch nur Brindisi konnte neben Bari länger gehalten werden. Bereits im April 1071 griff Robert Bari an, das Zentrum der byzantinischen Verwaltung. Die Stadt fiel und damit der letzte Außenposten des byzantinischen Imperiums im westlichen Mittelmeerraum.

## Eroberung Neapels 1077 bis 1139
Das Herzogtum Neapel war einer der letzten Staaten, der unter Beschuss der Normannen geriet. Die Herzöge von Neapel waren, seit Sergius IV. Ranulf Drangot in den 1020er Jahren zu Hilfe gerufen hatte, mit den Normannen von Aversa und Capua mit kurzen Ausnahmen alliiert. Die Eingliederung Neapels, die 1077 begonnen hatte, in den Hauteville-Staat dauerte sechzig Jahre.
Im Sommer 1074 flammten Feindseligkeiten zwischen Richard von Capua und Robert Guiscard auf. Mit letzterem verbündete sich Sergius V. von Neapel und machte seine Stadt zu einer Versorgungszentrale für die Truppen von Guiscard. Das stellte ihn gegen Richard, den Gregor VII. unterstützte. Im Juni 1074 begann Richard, Neapel zu belagern, was er aufgab, als er, Robert und Sergius durch Vermittlung von Viktor III. Verhandlungen mit Gregor aufnahmen.
1077 wurde Neapel von Richard von Capua mittels einer Seeblockade Robert Guiscards belagert.
Im Jahr 1137 fiel das Herzogtum nach zähem Widerstand in die Hand der Normannen. 1139 fügte Roger II. das Fürstentum seinen Besitzungen hinzu. Von diesem Zeitpunkt an war Neapel Bestandteil des normannischen Königreichs Sizilien und seiner Nachfolgestaaten.